# Jordy Bruijn
Jordy Bruijn, né le 23 juillet 1996 à Amsterdam aux Pays-Bas, est un footballeur néerlandais qui joue au poste de milieu offensif à l'Heracles Almelo.

## Biographie

### En club
Né à Amsterdam aux Pays-Bas, Jordy Bruijn est formé par l'un des clubs de sa ville natale, l'Ajax Amsterdam. Il fait ses débuts en professionnel avec l'équipe réserve, le Jong Ajax, qui évolue en deuxième division néerlandaise, le 6 novembre 2015 face au MVV Maastricht. Il entre en jeu lors de cette rencontre perdue par son équipe sur le score de un but à zéro.
Le 13 mai 2016 est annoncé le transfert de de Jordy Bruijn au SC Heerenveen. Le joueur s'engage librement pour un an avec une année en option. 
C'est avec ce club qu'il découvre l'Eredivisie, l'élite du football néerlandais. Il joue son premier match dans cette compétition le 20 janvier 2018, face au Vitesse Arnhem. Il entre en jeu à la place de Stijn Schaars et les deux équipes se neutralisent sur le score de un partout.
Le 31 janvier 2019Jordy Bruijn rejoint le NEC Nimègue sous la forme d'un prêt jusqu'à la fin de la saison.
Le 30 mai 2020 est annoncé le transfert définitif de Jordy Bruijn au NEC Nimègue.
Il participe à la montée du club en première division à l'issue de la saison 2020-2021. Le NEC Nimègue affronte le NAC Breda lors d'une finale pour l'accession à l'élite du football néerlandais le 23 mai 2021. Bruijn est titularisé ce jour-là et son équipe s'impose par deux buts à un,.
Le 11 janvier 2024, Jordy Bruijn rejoint le Heracles Almelo. Il signe un contrat courant jusqu'en juin 2026.

### En sélections nationales
Il compte un seul match avec l'équipe des Pays-Bas des moins de 18 ans, le 9 septembre 2013 contre l'Écosse. Son équipe s'incline par deux buts à zéro ce jour-là.